# Apollonias oppositifolia
Apollonias oppositifolia — вид вічнозеленої квіткової рослини роду аполонії родини лаврові.

## Опис
Дерево росте до висоти 20—25 метрів. Листя супротивні еліптичні (довжиною 4—7 сантиметрів, шириною 1,5—3 сантиметрів), шкірясті з тупою вершиною. Черешки голі (довжиною 5—7 міліметрів). Квітки коричнево-червоні, майже кулясті (діаметром 2 міліметри), листочки овально круглі, оцвітина яйцеподібна гола еліпсоїдна (довжиною 1 міліметр), згрупована в пахові волоті (довжина 1,5 сантиметра), з яйцеподібно-ланцетними і злегка запушеними приквітками. Плоди майже кулясті (довжиною 25 міліметрів, діаметром 30 міліметрів).